# Vigil (série de televisão)
Vigil é uma série de televisão de drama policial britânica criada por Tom Edge que estreou na BBC One em 29 de agosto de 2021. É estrelada por Suranne Jones, Rose Leslie, Shaun Evans, Paterson Joseph e Martin Compston.

## Enredo
Amy Silva (Suranne Jones) investiga a morte de um membro da tripulação do submarino nuclear HMS Vigil.

## Elenco
- Suranne Jones como Amy Silva
- Rose Leslie como Kirsten Longacre
- Shaun Evans como  Elliot Glover
- Martin Compston como  Craig Burke
- Paterson Joseph como Neil Newsome
- Adam James como  Mark Prentice
- Gary Lewis como Colin Robertson
- Lauren Lyle como Jade Antoniak
- Lolita Chakrabarti como Erin Branning
- Dan Li como  Hennessy
- Lorne MacFadyen como Matthew Doward
- Connor Swindells como Simon Hadlow
- Lois Chimimba como  Tara Kierly
- Daniel Portman como Gary Walsh
- Anjli Mohindra como  Tiffany Docherty
- Anita Vettesse como  Jackie Hamilton
- Stephen Dillane como Contra-Almirante Shaw

## Recepção
No Rotten Tomatoes a série detém um índice de 85% aprovação, com uma nota média de 6,6/10, com base em 20 resenhas. O consenso crítico diz: "Vigil é ridícula com a mesma frequência que é cheia de suspense, mas um elenco comprometido e ritmo polpudo fazem valer a pena mergulhar nele". No Metacritic, a série tem uma pontuação média ponderada de 83 em 100 com base em 5 avaliações, indicando "aclamação universal".  
Lucy Mangan, do The Guardian, achou o primeiro episódio intrigante, premiando-o com cinco estrelas e descrevendo-o como "entretenimento sólido e antigo". The Independent deu ao primeiro episódio quatro de cinco estrelas, elogiando o elenco e o roteiro de Edge. Hugo Rifkind no The Times descreveu "por um quem matou? em um submarino" como "um golpe de mestre".

## Prêmios e indicações
| Ano  | Prêmio                  | Categoria              | Resultado |
| ---- | ----------------------- | ---------------------- | --------- |
| 2022 | Emmy Internacional 2022 | Melhor Série Dramática | Venceu    |

## Crítica
A perda da traineira fictícia Mhairi Finnea na série tem semelhanças com o naufrágio do FV Antares pelo submarino HMS Trenchant da Marinha Real com propulsão nuclear no Estuário de Clyde em 1990. Famílias da tripulação do Antares ficaram chateadas com as cenas do Mhairi Finnea afundando; no entanto, a BBC negou que o drama fosse inspirado ou baseado em um evento específico da vida real.